# Armando Carvajal
Armando Carvajal   (Santiago de Xile, 7 de juny de 1893 - Santiago de Xile, 1972) va ser un violinista, director d'orquestra, compositor, pedagog musical i militant comunista xilè. Armando va ser fundador i primer director titular de l'Orquestra Simfònica de Xile, clau en el desenvolupament de la música xilena a partir dels anys 20. Marit de Blanca Hauser, reconeguda soprano xilena, una de les grans figures de la lírica entre els anys 30 i 50.

## Biografia
Infància i joventut
Carvajal i Quiroz, va fer els seus estudis d'Humanitats a l'Institut Nacional, i va ingressar al Conservatori Nacional de Música l'any 1904. L'any anterior havia realitzat la seva primera aparició pública, en què va interpretar la Petite Gavotte, de D'Ambé, que va merèixer caloroses ovacions. Els seus mestres van ser José Agustín Reyes (en teoria musical), José Varalla (en violí), Luis Esteban Giarda i Enrique Soro (en harmonia, contrapunt i composició). Va ser nomenat ajudant de la càtedra de violí el 1911, amb dues hores de classes. A l'any entrant, va obtenir el diploma que ho acreditava com a professor diplomat del curs superior de violí. També va concloure altres estudis que feia conjuntament amb l'aprenentatge del violí.

## Etapa professional
La seva etapa professional
En 1912, ja titulat, va formar part del Trio Penha com a primer violí. Amb aquest grup va participar en nombrosos concerts oferts a la capital xilena i en gires a les províncies. Es va mantenir al trio per tres anys. El seu prestigi com a intèrpret va començar a brollar ràpidament, raó que el va portar a ser contractat el 1915 com a primer violí solista a l'Orquestra del Teatre Municipal de Santiago, ja que va exercir fins a 1927. Simultàniament va exercir tasques docents al Conservatori Nacional, entre 1919 i 1925 . Va dirigir l'Orquestra del Municipal en el matrimoni del president Carlos Ibáñez del Campo (el 3 de desembre de 1927), i la primera peça que va tocar va ser la Marxa nupcial de Mendelssohn.
El 1928 va prendre activa militància en el grup de músics que van promoure la reforma del Conservatori Nacional, després de la qual se'l va nomenar director d'aquesta acadèmia aquest mateix any, perllongant-se aquesta activitat fins a 1943. A més, va ser degà de la Facultat de Belles Arts de la Universitat de Xile (1931-1932). Durant el període en què el va tocar estar al capdavant de l'organisme formador de músics, va anar a càrrec de les assignatures de Conjunt Instrumental, Conjunt de Cambra i Òpera.

## El director d'orquestra
Si Armando Carvajal es va destacar com a mestre i organitzador, més relleu va gaudir com a director d'orquestra. Després d'algunes presentacions dirigint l'Orquestra de l'Òpera, va iniciar formalment la seva carrera com a director de concerts el 1924, quan va assumir l'organització dels conjunts instrumentals de la Societat Bach. Amb ells, Carvajal va estrenar a Xile l'Oratori de Nadal BWV 248 (Weihnachts-Oratorium, en alemany), de Johann Sebastian Bach. Després de la dissolució de la referida societat (1932), va reunir els conjunts i va rebre adherents d'altres cors i va dirigir les primeres interpretacions xilenes de la Passió segons sant Mateu BWV 244 (Matthäus-Passion) i la Missa en si menor BWV 232, importants obres del geni d'Eisenach.
Per aquell temps, li va oferir les primeres audicions dels oratoris El Messies (Messiah), de Georg Friedrich Händel; La Creació (Die Schöpfung), de Joseph Haydn; Elies (Elias), de Félix Mendelssohn; i la Simfonia de Salms (Symphony of Psalms), d'Ígor Stravinski.